# Riccardo Broschi
Riccardo Broschi (Nápoles, c. 1698 - Madrid, 1756) fue un compositor italiano de música barroca y hermano del cantante de ópera Carlo Broschi, conocido como Farinelli.

## Biografía
Broschi nació en Nápoles, hijo de Salvatore Broschi, compositor y maestro de capilla de la catedral de los ciudadanos de Puglinese y de Caterina Berrese (de acuerdo al libro de bautismos de la iglesia de S. Nicola, hoy cerca de los archivos episcopales).
La familia Broschi, se mudó a Nápoles a finales de 1711, e hizo ingresar a Riccardo, el primogénito, en el conservatorio de S. Maria di Loreto, dónde estudiaría para convertirse en compositor bajo las enseñanzas de G. Perugino y F. Mancinipresso. Mientras tanto, Salvatore falleció inesperadamente a la edad de 36 años, el 4 de noviembre de 1717. Caterina subsecuentemente hizo de Riccardo cabeza de familia.
Hizo su debut en 1725 con La Vecchia Sorda, después, se mudó a Londres en 1726 y se mantuvo ahí hasta 1734, escribió 6 óperas heroicas, siendo la más exitosa Artaserse. 
En noviembre de 1736 el duque Carl Alexander de Württemberg nombra a Broschi su compositore di musica. La compañía de ópera italiana, entonces empleada por el duque en Stuttgart, interpretó el Adriano en Siria de Broschi a principios de 1737. El compositor ya no tuvo la oportunidad de demostrar sus habilidades en la corte de Stuttgart por la muerte del duque el 12 de marzo de 1737. Este hecho propició que su compañía de ópera fuera disuelta y que Broschi perdiera su puesto el 1 de abril de 1737. Tras esto regresará a Nápoles antes de unirse a su hermano Carlo Farinelli en Madrid en 1739. Falleció en dicha ciudad en 1756.

## Obras
Sus trabajos incluyen:
- La Vecchia de Wasimi (Nápoles 1725);
- L'Isola Di Alcina (Roma. 1728);
- Idaspe (Venecia, 1730)
- Ezio (Turín, 1730)
- Arianna e Teseo (Milán, 1731);
- Merope (Torino, 1732)
- Artaserse (Londres, 1734 - en colaboración con J.A.Hasse);
- Nerone (Roma, 1735);
- Adriano en Siria (Milán, 1735).
- Demetrio (Nápoles, 1738)